# Daniel Barrett
Daniel Barrett é um especialista de efeitos visuais estadunidense. Foi indicado ao Oscar de melhores efeitos visuais pelos filmes Rise of the Planet of the Apes (2011) e Dawn of the Planet of the Apes (2015), ao lado de Dan Lemmon e Joe Letteri.